# 圣费雷奥勒 (上萨瓦省)
圣费雷奥勒（法語：Saint-Ferréol）是法国上萨瓦省的一个市镇，位于该省东南部，属于阿讷西区。该市镇总面积为16.79平方公里，2015年时的人口为835人。

## 交通
上萨瓦省省道D12线和D1508线在境内交汇。有省内客运巴士可前往阿讷西。

## 人口
圣费雷奥勒人口变化图示